# John Morrill Abbott
John Morrill Abbott (* 4. Januar 1829 in Lowell, Massachusetts, Vereinigte Staaten; † 1. Juli 1868 in Rochester, New York, Vereinigte Staaten) war ein US-amerikanischer Organist und Komponist.

## Leben
John M. Abbotts Vater war Abiel Abbott, ein Dichter. Seine Schwester war Ruth Abbott. Ab 1839 ging er in die Dickinson Classical School in Jersey City. Mit Ruth zusammen veranstaltete er am 29. Juni 1849 ein Konzert in der Iroquois Hall in Jersey City, bei dem sie sang und er selbst Klavier spielte. Am 25. November 1858 war Abbott Secretary der Musical Association in Jersey City. John M. Abbott war mindestens ab 1863 Organist an der Pierrepont Street Baptist Church auch Church of our Saviour genannt, in Brooklyn. Am 14. Juni 1868 war er Organist bei einem Konzert in der Elm Place Congregational Church. Er starb 1868 im Alter von 39 Jahren. Als Todesursache wurde congestion of the brain angegeben.

## Werke (Auswahl)
- The Princess Waltz, 1847[9]
- La Coralie, Polka Schottisch für Klavier, Kate E. Stoutenburg gewidmet, publiziert bei J. E. Gould and Co, New York, 185[Digitalisat 1]
- L’Esperance, Schottisch brillante, für Klavier Helen F. Backus gewidmet, publiziert von Stephen T. Gordon, New York[Digitalisat 2]
- Le rêve d’amour, Marche sentimentale für Klavier, publiziert von William Hall & Son, New York, 1858[Digitalisat 3]
- Evening prayer [Abendgebet], Quartett, publiziert von Henry S. Mackie Rochester[10]
- Father, breathe  an evening blessing !, Vesper Hymn, publiziert von Sawyer & Thompson, Brooklyn, New York[4][Digitalisat 4]

- Take back the flower, Ballade, Text: Cha’s Gayler, Publiziert bei A. Pond, New York, 1863[Digitalisat 5]
- The vesper bell, Mazurka für Klavier, Mary Ella Trembly gewidmet, publiziert bei Firth, Son & Co, New York, 1863[Digitalisat 6]

- Oberon, Valse brillante für Klavier, publiziert bei Sawyer & Thompson, Brooklyn, 1865[Digitalisat 7]
- Coming home, March nach dem gleichnamigen Lied von Charles Carroll Sawyer für Klavier, publiziert bei Sawyer & Thompson, Brooklyn, 1865[Digitalisat 8]
- Hear our Prayer, Trio für Sopran, Alt und Bass, Henry Murray Scott gewidmet, veröffentlicht 1868 bei Charles C Sawyer, Brooklyn[Digitalisat 9]
- Lord dismiss us with the blessing für Sopran- oder Tenorsolo und Quartett, publiziert bei Alfonso Smith, Brooklyn, 1868[Digitalisat 10]
- Benedic anima mea für Chor, publiziert bei Hamilton S. Gordon, New York, 1868[Digitalisat 11]

## Digitalisate
1. ↑  La Coralie  als Digitalisat bei Hathi Trust
2. ↑  L’Esperance  als Digitalisat bei Hathi Trust
3. ↑  Le re̓ve d'amour  als Digitalisat bei Hathi Trust
4. ↑  Father, breathe an evening blessing ! als Digitalisat in The Lester S. Levy Sheet Music Collection der Johns Hopkins University
5. ↑  Take back the flower,.  als Digitalisat bei Hathi Trust
6. ↑  The vesper bell  als Digitalisat bei Hathi Trust
7. ↑  Oberon  als Digitalisat bei Hathi Trust
8. ↑  Coming home  als Digitalisat bei Hathi Trust
9. ↑  Hear our Prayer als Digitalisat in den Digital Collections der Duke University
10. ↑  Lord dismiss us with the blessing  als Digitalisat bei Hathi Trust
11. ↑  Benedic anima mea  als Digitalisat bei Hathi Trust